# Medalha de Ouro Kurchatov
A Medalha de Ouro Kurchatov (em russo:  Золотая медаль имени И.В. Курчатова) é uma condecoração concedida desde 1962 pela Academia de Ciências da Rússia em física nuclear e tecnologia nuclear. É denominada em memória de Igor Vasilyevich Kurchatov. Na época da União Soviética foi concedida entre 1962 e 1989 a cada três anos e na época da Rússia foi concedida novamente a partir de 1998, em intervalos irregulares entre dois e cinco anos.

## Recipientes
- 1962: Pyotr Spivak e Yuri Prokoviev
- 1965: Yuriy Prokoshkin, Vladimir Rykalin, Valentin Petruhin e Anatoly Danubians
- 1968: Anatoly Alexandrov
- 1971: Isaak Kikoin
- 1974: Juliï Borisovich Khariton e Savely Moiseevich Feinberg
- 1977: Jakov Seldovich e Fyodor Shapiro
- 1980: Isai Izrailevich Gurevich e Boris Nikolsky
- 1981: William d'Haeseleer
- 1983: Vladimir Mostovoy
- 1986: Venedikt Dzhelepov e Leonid Ponomarev
- 1989: Georgy Flyorov e Yuri Oganessian
- 1998: Aleksey Ogloblin
- 2000: Nikolay Dollezhal
- 2003: Yuri Trutnev
- 2008: Oleg Filatov
- 2013: Eugene Avrorin